# Olivier Bouba-Olga
 (décembre 2018).
Olivier Bouba-Olga est un économiste français né en 1968.
Il est professeur des universités en aménagement de l’espace et urbanisme à la Faculté de sciences économiques de l’université de Poitiers. Ses recherches portent sur l'économie de l'entreprise, l'économie de l'innovation et l'analyse du développement économique local.
Depuis 2020, il effectue un détachement au sein de la région Nouvelle-Aquitaine, en tant que chef de service études et prospectives de la délégation à l’aménagement du territoire et à l’attractivité régionale.

## Parcours académique
(indiquez la date de pose grâce au paramètre date).
Il est docteur en sciences économiques de l'université de Poitiers. Sa thèse intitulée Changement technique et espaces, soutenue en 1999, a reçu la mention très honorable avec les félicitations du jury à l’unanimité. Elle a aussi reçu le Prix de thèse de l’Association de science régionale de langue française (ASRDLF). Olivier Bouba-Olga est habilité à diriger des recherches en sciences économiques depuis 2002.
Il a été jusqu'en 2007 le directeur adjoint de la formation professionnalisante master professionnel « aménagement du territoire et développement économique local » (AT-DEL). Il enseigne aujourd'hui[Quand ?] dans la licence d'économie-gestion de la Faculté de sciences économiques, ainsi que dans le master « globalisation et stratégie des firmes. Il a été de 2012 à 2016, doyen de l'UFR de sciences économiques de l'université de Poitiers.

## Blog et diffusion de la recherche
Olivier Bouba-Olga tient depuis février 2006 un blog régulièrement mis à jour, où il suit et commente l'actualité économique. Il a écrit des articles pour des revues de vulgarisation comme Sciences Humaines, Alternatives économiques, et intervient dans des médias audiovisuels et la presse écrite, nationale ou régionale.

### Livres
- Dynamiques territoriales - Éloge de la diversité, Éditions Atlantique , 2017.
- Les nouvelles géographies du capitalisme : comprendre et maîtriser les délocalisations, Éditions du Seuil, collection Économie Humaine, 2006.
- L’Economie de l’entreprise, Éditions du Seuil, Collection Points Économie, 2003.

### Chapitres d'ouvrage
- Bouba-Olga Olivier, Boutry Ornella, Rivaud Audrey, 2010, "Conflits d’usage autour de la ressource en eau : une analyse en termes de proximité. Étude de cas sur le littoral Poitou-Charentes (France)", in L’eau mondialisée (la gouvernance en question), La Découverte, p. 337-352.
- Bouba-Olga Olivier, 2008, « Modèle(s) économique(s) et industrie en Poitou-Charentes », Regards sur le patrimoine industriel de Poitou-Charentes et d’ailleurs, Geste éditions, p. 221-227.
- Bouba-Olga Olivier, Zimmermann Jean-Benoît, 2004, « Modèles et mesures de la proximité », in Pecqueur B. et Zimmermann J.-B. (eds.), Économies de proximité, Hermès, p. 77-99.
- Bouba-Olga Olivier, 2004, « La transnationalisation des firmes », in P. Norel (ed.), L’invention du marché (Une histoire économique de la mondialisation), Éditions du Seuil, Collection Économie Humaine, p. 462-482.
- Bouba-Olga Olivier, 1999, « Dynamiques industrielles et dynamiques spatiales : l’apport des modèles évolutionnistes », in Baslé M., Delorme R., Lemoigne J.-L. & Paulré B. (éds.), Apports de l’évolutionnisme contemporain à l’étude de la firme et de l’industrie (théories et analyses empiriques), L’Harmattan, pp. 259-278.
- Bouba-Olga Olivier, Guesnier Bernard, 1997, « Innovative Milieu : detection and quantification », in Ratti R., Bramanti A. , Gordon R. (eds.), The Dynamics of Innovative Regions (The GREMI approach), GREMI-Ashgate, pp. 279-292.